# پردایس، تگزاس (فیلم)
پردایس، تگزاس (انگلیسی: Paradise, Texas) فیلمی است که در سال ۲۰۰۶ منتشر شد. از بازیگران آن می‌توان به تیماتی باتومز و مریدیت بکستر اشاره کرد.